# Cavaglio d’Agogna
Cavaglio d’Agogna (piemontesisch und lombardisch Cavaj d'Agogna) ist eine Gemeinde mit 1137 Einwohnern (Stand 31. Dezember 2023) in der italienischen Provinz Novara (NO), Region Piemont.

## Geographie
Der Ort liegt auf einer Höhe von 243 m über dem Meeresspiegel. Das Gemeindegebiet umfasst eine Fläche von 9 km².
Die Nachbargemeinden sind Barengo, Cavaglietto, Fara Novarese, Fontaneto d’Agogna, Ghemme und Sizzano.

## Persönlichkeiten
- Giuseppe Tacca (1917–1984), französisch-italienischer Radrennfahrer